# Polizia provinciale
La polizia provinciale e la polizia metropolitana sono corpi di polizia locale in Italia operanti negli enti di area vasta (province e città metropolitane).
Esercitano funzioni di pubblica sicurezza nell'ambito del territorio di pertinenza, di concerto con le altre forze di polizia italiane.

## Storia
Le origini storiche della polizia provinciale possono essere riassunte in due figure: gli antesignani di tale corpo sono le guardie delle province e dei comuni, istituite e regolamentate in base al regio decreto 31 agosto 1907, n. 690 (Testo unico della legge sugli ufficiali ed agenti di pubblica sicurezza) ed anche i "guardiacaccia" alle dipendenze di quelli che erano un tempo i comitati provinciali della caccia, istituiti con il regio decreto giugno 1939, n. 1016.
Con la legge 7 marzo 1986, n. 65, che introdusse la possibilità per le province di costituire corpi (o servizi) di polizia a livello provinciale, nacquero i primi comandi con l'odierna denominazione di polizia provinciale.
Negli anni 2000 quasi tutte le province d'Italia risultavano dotate di tale corpo. La polizia provinciale non è presente nella Regione autonoma della Valle d'Aosta e nelle Province autonome di Trento e Bolzano. Nella Regione autonoma della Sardegna è presente solo in provincia di Cagliari. Nella Regione a statuto speciale Sicilia non è presente nei Liberi consorzi comunali di Trapani e Caltanissetta. Nella Regione autonoma Friuli-Venezia Giulia era presente in tutte le province pur se in quella di Trieste aveva una particolare denominazione: "Corpo di Polizia Ambientale e Territoriale". A partire dal 1º giugno 2016, ai sensi della L.R. 11 marzo 2016 n. 3, le funzioni in materia di vigilanza ambientale, forestale, ittica, venatoria e in materia di caccia e pesca sono trasferite dalla Provincia di Trieste alla Regione, con l'assorbimento delle unità di polizia provinciale nel Corpo forestale regionale.
Il 14 maggio 2013, a Rieti, alla presenza di oltre 150 tra agenti e ufficiali della polizia provinciale provenienti da tutte le regioni d'Italia, si è dato vita all'approvazione dello statuto, con l'elezione di propri rappresentanti (consiglio direttivo) e una nuova fase operativa della "Associazione Italiana Agenti e Ufficiali di polizia provinciale" (AIPP).

## Disciplina normativa

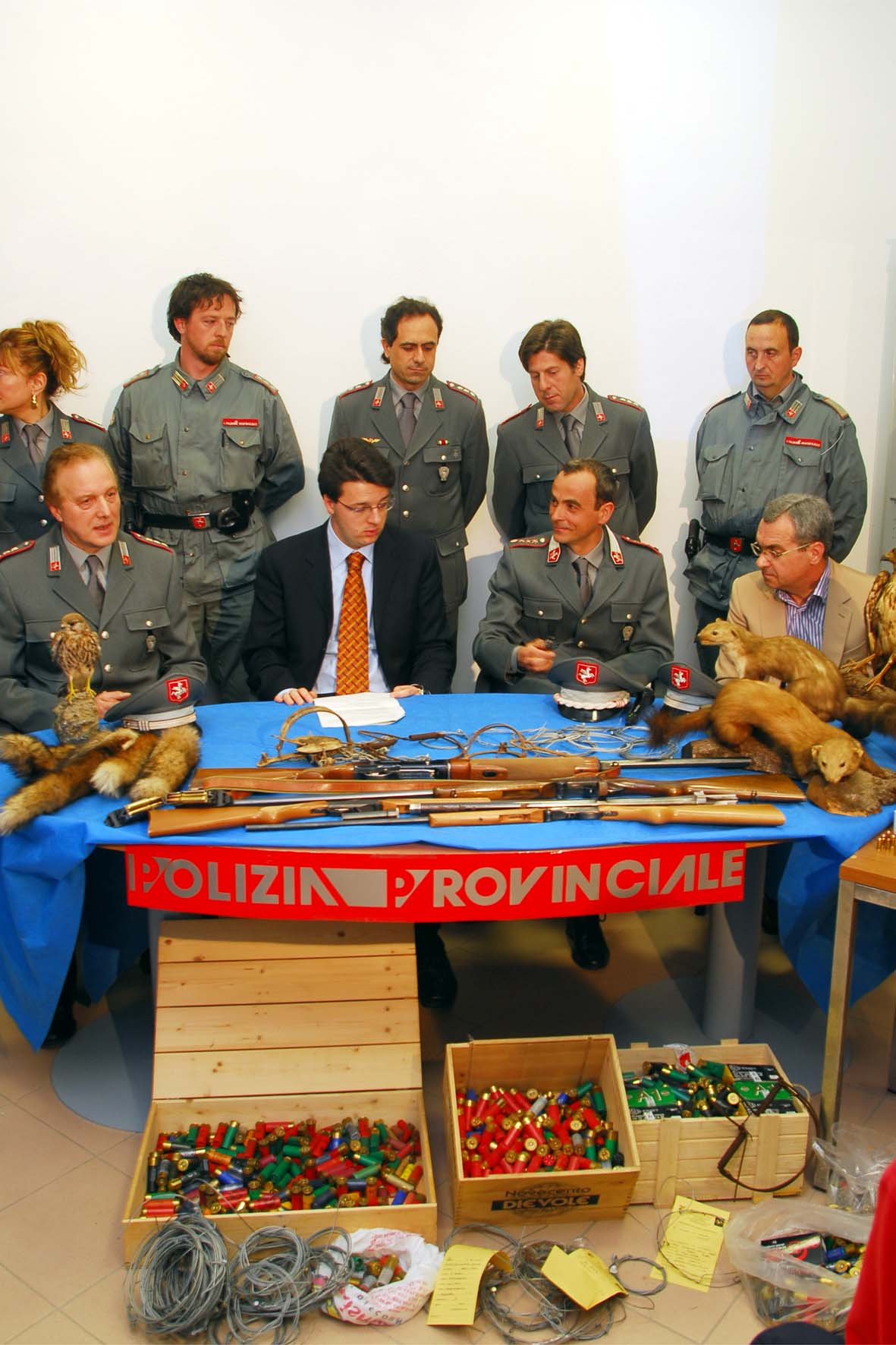
Conferenza stampa della Polizia Provinciale di Firenze "operazione volpe bianca" del 2007 con Matteo Renzi, all'epoca presidente della Provincia di Firenze

I corpi (o servizi) possono essere istituiti e disciplinati ai sensi dell'art. 12 della legge 7 marzo 1986, n. 65, che al primo comma prevede che gli enti locali - oltre i comuni - possano svolgere le funzioni di polizia locale:
Accanto a questa previsione generale, diverse leggi statali e regionali hanno inoltre attribuito alla polizia provinciale specifiche competenze e funzioni,in diversi ambiti e settori.
Generalmente la polizia provinciale ha competenza a carattere generale sull'intero territorio della provincia di appartenenza e, in special modo, su quelle materie che, a norma del decreto legislativo 31 marzo 1998, n. 112, sono state delegate dallo Stato all'ente provinciale, fatte salve le specifiche competenze di altri organi.
Essa può concorrere, con funzione ausiliaria, ai servizi di ordine e sicurezza pubblica. Ai sensi della legge n. 65/1986, il corpo è costituito con apposita delibera e deve essere costituito da un numero superiore alle sette unità (quando inferiore a sette unità è costituito invece il servizio).
Il corpo opera alle dipendenze della relativa provincia di riferimento, quale ente territoriale locale dello Stato italiano, ed ha competenza riferita al territorio dell'ente di appartenenza e nei limiti delle proprie attribuzioni. In genere è operativamente autonoma dagli altri servizi e settori provinciali. Quanto alle competenze, si occupa del controllo del territorio svolgendo le diverse funzioni di polizia all'interno di vari contesti, dalle aree interne alle periferie delle aree urbane di molte realtà italiane.
Essa può partecipare inoltre alle attività operative, nell'ambito dei "piani coordinati di controllo del territorio", unitamente ai vari organi di polizia dello Stato, ai sensi dell'art. 7 della legge 24 luglio 2008, n. 125.

## Organizzazione
È organizzata, in genere, in un comando centrale - provinciale, in comandi distaccati sul territorio e in nuclei specializzati per diversi settori d'attività.

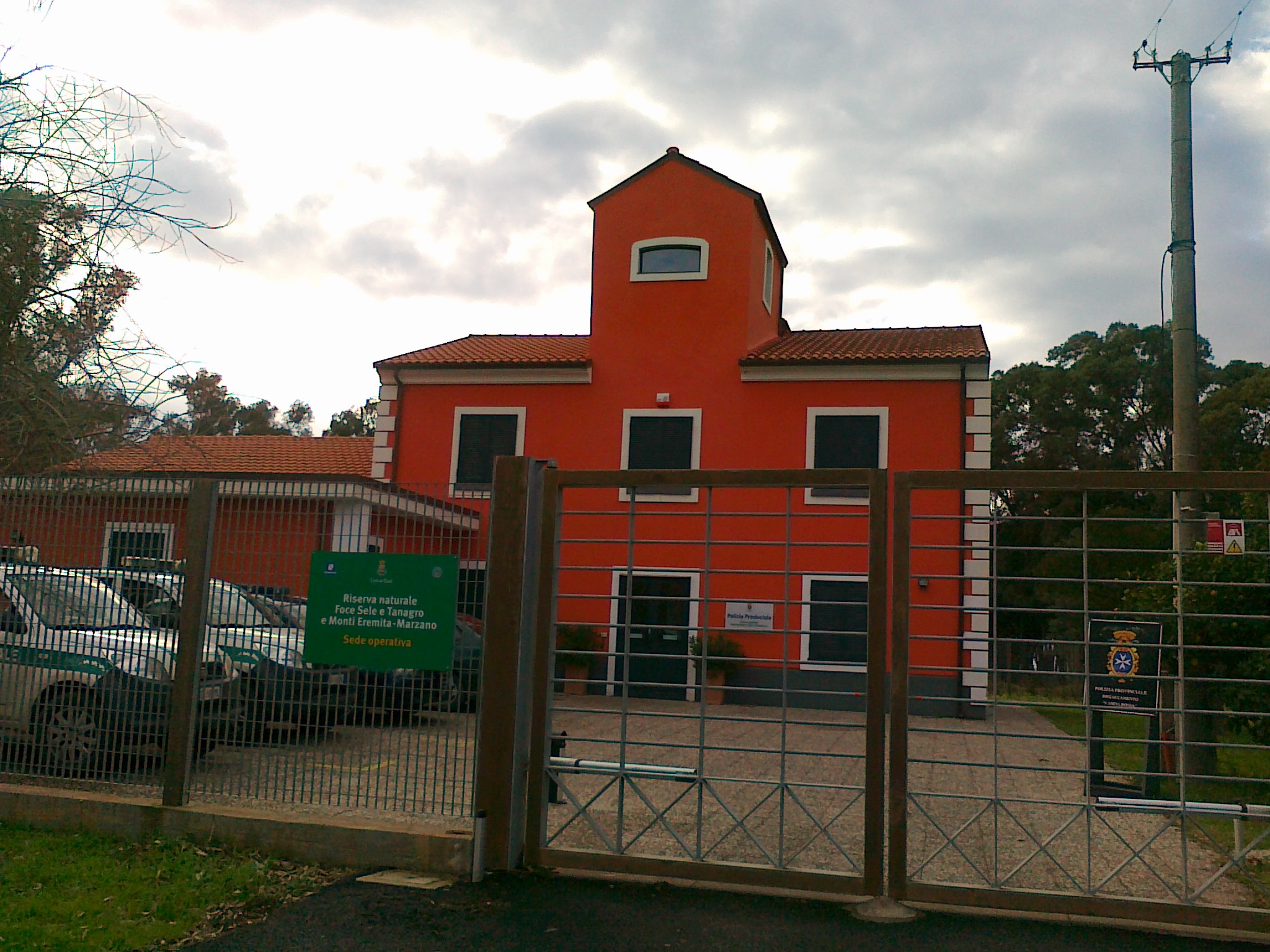
Un presidio della polizia provinciale in provincia di Salerno.

Presso quasi tutti i comandi, a livello provinciale è attiva una centrale operativa che coordina la gestione delle attività operative e del personale impiegato, ricevendo al contempo le segnalazioni.
Il corpo ha in dotazione diversi autoveicoli, dai fuoristrada e auto 4x4 alle auto più veloci, impiegate soprattutto nei servizi di polizia stradale. In molti comprensori sono operative diverse tipologie di imbarcazioni, quad-bike, biciclette, ciclomotori, motocicli da strada.
Presso numerose Procure della Repubblica sono attive aliquote di personale che compongono apposite sezioni di polizia giudiziaria alle dipendenze funzionali del Procuratore della Repubblica. All'interno della Sezione regionale della Corte dei Conti di Napoli, primo caso in Italia d'intesa tra magistratura contabile e un corpo di polizia, funziona un'aliquota di personale della polizia provinciale di Napoli con compiti di polizia giudiziaria, impegnata a svolgere per conto della Procura contabile indagini in materia di reati relativi all'abusivismo edilizio, alle attività di sversamento di rifiuti (ordinari, speciali e tossici) e di inquinamento del suolo, dell'aria e delle acque.

## Personale

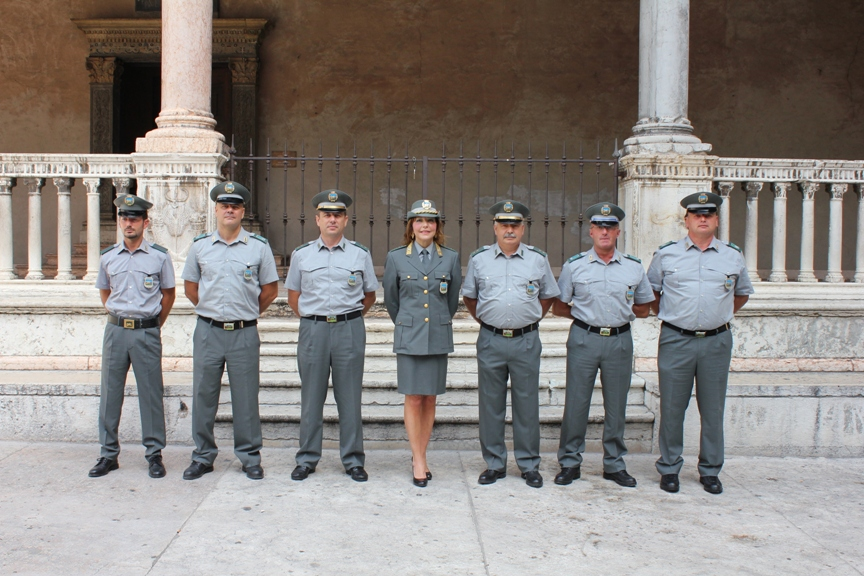
Polizia provinciale di Verona

### Arruolamento e requisiti
La selezione del personale avviene attraverso concorso pubblico bandito dall'ente di appartenenza, pubblicato sulla gazzetta ufficiale della Repubblica Italiana, nel rispetto dei requisiti generali previsti stabiliti di volta in volta dai singoli enti interessati e della normativa vigente. Il rapporto di lavoro è invece regolato dal CCNL del comparto Regioni ed autonomie locali.

### Stato giuridico
Gli appartenenti al corpo rivestono la qualifica di pubblico ufficiale, ai sensi dell'art. 357 del c.p. e dell'art. 2700 del c.c. L'ordinamento del corpo e le qualifiche sono disciplinate dalla legge regionale di appartenenza.
Inoltre sono titolari delle seguenti qualifiche ed attribuzioni:
- Agente o ufficiale di Polizia giudiziaria: sono agenti o ufficiali di polizia giudiziaria all'interno del territorio dell'ente di appartenenza e durante l'orario di servizio, ai sensi dell'art. 5 della legge 7 marzo 1986, n. 65 e dell'art. 57 secondo comma b) e terzo comma codice di procedura penale. Ai sensi dell'art. 29 della L. 157/1992, gli agenti della polizia provinciale (agenti dipendenti dall'ente locale preposto in materia), possono redigere gli atti, previsti dalla normativa quadro in materia venatoria, anche fuori dall'orario di servizio.[4]
- Agente di pubblica sicurezza: con qualifica permanente, ai singoli appartenenti (agenti, addetti a coordinamento e controllo, figura apicale) è conferita la qualità di agente di pubblica sicurezza (ai sensi dell'art. 5, primo comma, lettera c) della legge 7 marzo 1986, n. 65) quando possiedono i requisiti richiesti dalla legge, su istanza individuale del presidente dell'amministrazione al prefetto. Il personale in possesso della qualità di agente di pubblica sicurezza, in modo permanente, porta pertanto senza licenza l'arma assegnata nel territorio dell'ente di appartenenza e anche fuori l'orario di servizio, secondo quanto previsto e disposto dai rispettivi regolamenti e dalle normative vigenti in materia. Invece, i corpi (o servizi) di polizia provinciale possono svolgere funzioni ausiliarie di pubblica sicurezza.
- Servizio di polizia stradale: con qualifica permanente, le unità della polizia provinciale, inoltre, svolgono servizio di polizia stradale nel territorio dell'ente di appartenenza, come previsto dagli artt. 11 e 12 del codice della strada di cui al decreto legislativo 30 aprile 1992, n. 285.

### Organico e distribuzione nazionale dei corpi di polizia provinciale/metropolitana
Secondo dati ISTAT, nel 2007 il personale addetto ammontava a 2.890 unità (in gran parte appartenente ai corpi di polizia provinciale e in minor misura ai servizi di vigilanza faunistica-venatoria provinciale).
Secondo i dati del Ministero dell'interno al 31 dicembre 2011, il personale in servizio, ammontava in totale a 2.769 unità, aventi il seguente inquadramento:
- 39 unità nel ruolo di dirigente;
- 525 unità di personale inquadrato nella categoria D;
- 2.205 unità di personale inquadrato nella categoria C.

Un’indagine condotta dall’UPI nell’aprile 2020 sull’organizzazione dei corpi e servizi di polizia provinciale nelle 76 Province delle regioni a statuto ordinario ha fatto emergere il seguente quadro di sintesi:
"Prima dell’entrata in vigore della legge 56/14 tutte le province (comprese le attuali Città metropolitane) avevano corpi e servizi di polizia in cui erano impiegate circa 3000 unità.
➢ In 69 province su 76 esiste una struttura di polizia provinciale.
➢ In 51 province su 69 la polizia è strutturata in un corpo o un servizio autonomo, mentre nelle altre 18 province operano all’interno di altri settori dell’ente.
➢ Nelle 69 strutture di polizia provinciale sono in servizio 999 dipendenti: 30 dirigenti, 188 funzionari e 781 agenti.
➢ In media in ogni struttura di polizia provinciale operano 14,5 dipendenti, ma occorre considerare che solo 26 province hanno una struttura con un numero di dipendenti superiore alla media, mentre altre 43 hanno strutture con numeri inferiori alla media.
➢ Anche in assenza di un dirigente, in tutte le strutture c’è comunque un funzionario responsabile.
➢ La maggior parte del personale (circa il 70%) è impiegato nelle funzioni fondamentali. Il restante personale (circa il 30%) è impiegato nelle funzioni delegate dalle Regioni.
➢ Il personale è ripartito equamente tra funzioni di polizia stradale (1/3) funzioni di polizia ambientale (1/3) e funzioni di polizia faunistica e venatoria (1/3)."
Il personale complessivo è attualmente stimato in circa 1100 unità compreso quello distribuito nelle regioni a statuto speciale.

## Ambito operativo

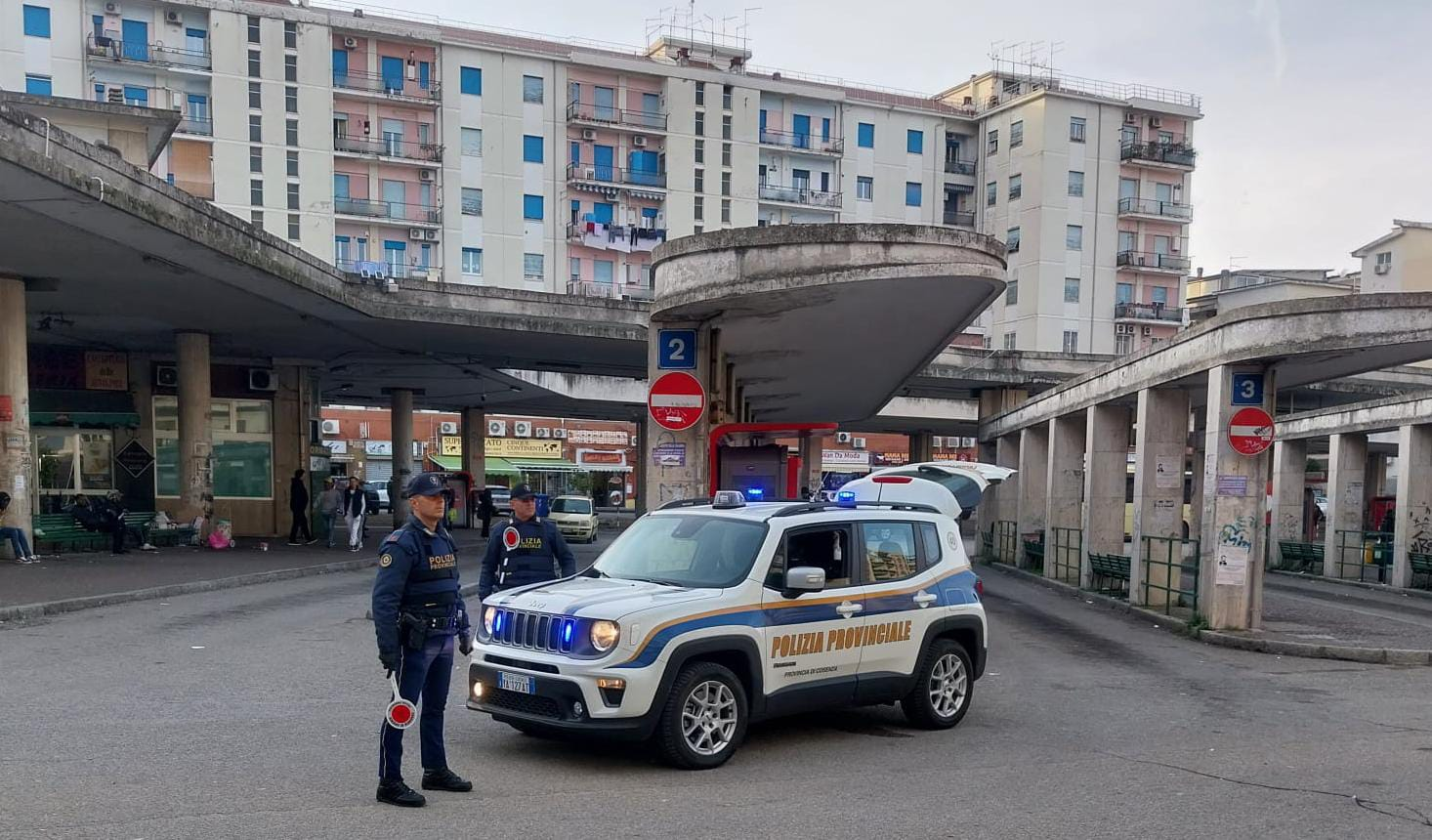
Polizia Provinciale Cosenza in attività di controllo del territorio

Il corpo, opera in modo specialistico, nell'ambito della tutela del territorio, nella lotta ai crimini ambientali, al fenomeno del bracconaggio e contro i vari reati afferenti alle ecomafie e zoomafie, neologismi coniati per indicare lo sfruttamento criminale dell'ambiente e degli animali, oltre che, nella regolazione della circolazione stradale con tutti gli annessi compiti e funzioni di polizia stradale, sul territorio provinciale o della città metropolitana di pertinenza. In molti comprensori provinciali, la polizia provinciale, esplica servizio di polizia stradale mediante strumentazioni apposite (alcol test, drug test, pese mobili, telelaser, autovelox etc.), concorrendo alla sicurezza nella circolazione stradale, sia con attività di prevenzione e repressione degli illeciti al codice della strada che con la sorveglianza delle strade e, tramite il rilievo degli incidenti. Le competenze in capo al servizio di polizia stradale, sono estese a tutte le tipologie di strade.
Nell'esercizio delle sue funzioni istituzionali, svolge servizi, indagini e operazioni di polizia giudiziaria, per la prevenzione e repressione dei reati della più svariata tipologia, secondo quanto previsto dalla legge. La polizia provinciale, oltre all'accertamento dei reati per cui è notoriamente specializzata, previene e reprime pertanto contravvenzioni e delitti in materia di armi e munizioni; di stupefacenti; contro il patrimonio (furti, ricettazioni etc.); reati contro la persona; reati contro la pubblica amministrazione; reati in materia di circolazione stradale; contro l'immigrazione clandestina e in tanti altri ambiti e settori, a norma di quanto previsto dal codice di procedura penale e delle leggi vigenti.
Partecipa ai piani di controllo coordinato del territorio e alle operazioni interforze come il "focus 'ndrangheta" o le "periferie sicure" unitamente alle altre forze di polizia, esplicando un valido servizio per il contrasto della criminalità nelle aree urbane e periferiche di molte realtà italiane. In quasi tutte le province italiane, la polizia provinciale/polizia metropolitana, concorre all'attuazione di direttive e disposizioni della locale autorità di pubblica sicurezza (Prefettura e/o questura), unitamente ad altri apparati dello stato, degli enti locali e delle forze dell'ordine, uno dei casi più recenti e che vede particolarmente impegnata anche la polizia provinciale/metropolitana è l'emergenza della pandemia da Covid-19, con servizi di pattugliamento e controllo delle aree periferiche e urbane del Paese.

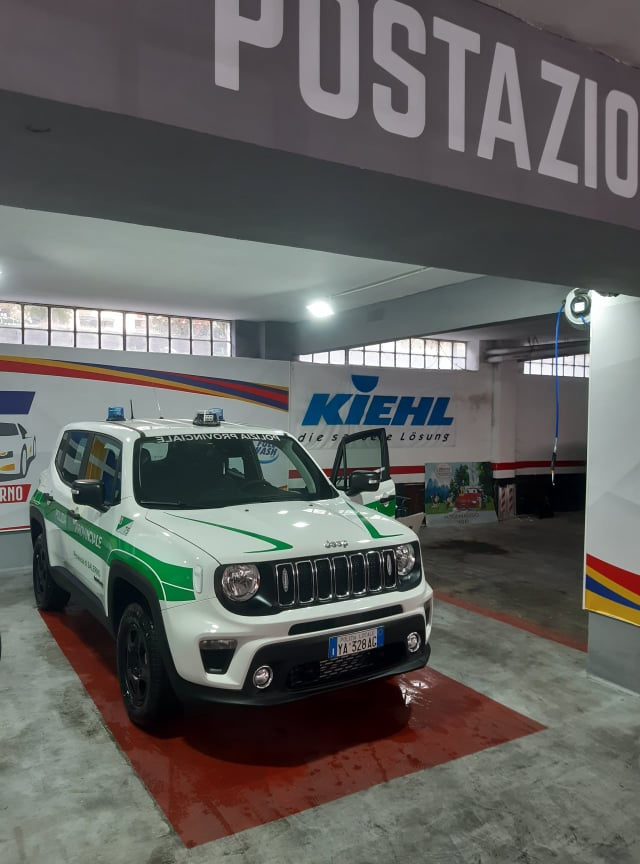
Auto della polizia provinciale di Salerno

Gli appartenenti ai corpi di norma svolgono il servizio nel territorio della provincia di competenza, ma possono esercitare anche fuori territorio, attività esclusivamente autorizzate per fini di collegamento o di rappresentanza e previa comunicazione ai prefetti competenti per territorio, per tutte le altre missioni e operazioni, in particolare in caso di soccorso a popolazioni colpite da eventi calamitosi o disastri, di rinforzo ad altri corpi di polizia, specie quando in presenza di apposite intesa con le amministrazioni interessate. Qualora l'illecito avvenga all'interno del territorio di competenza, e vi sia necessità di perseguirlo oltre i suddetti confini, i poliziotti provinciali possono intervenire anche fuori il territorio provinciale di appartenenza.

## Compiti e funzioni

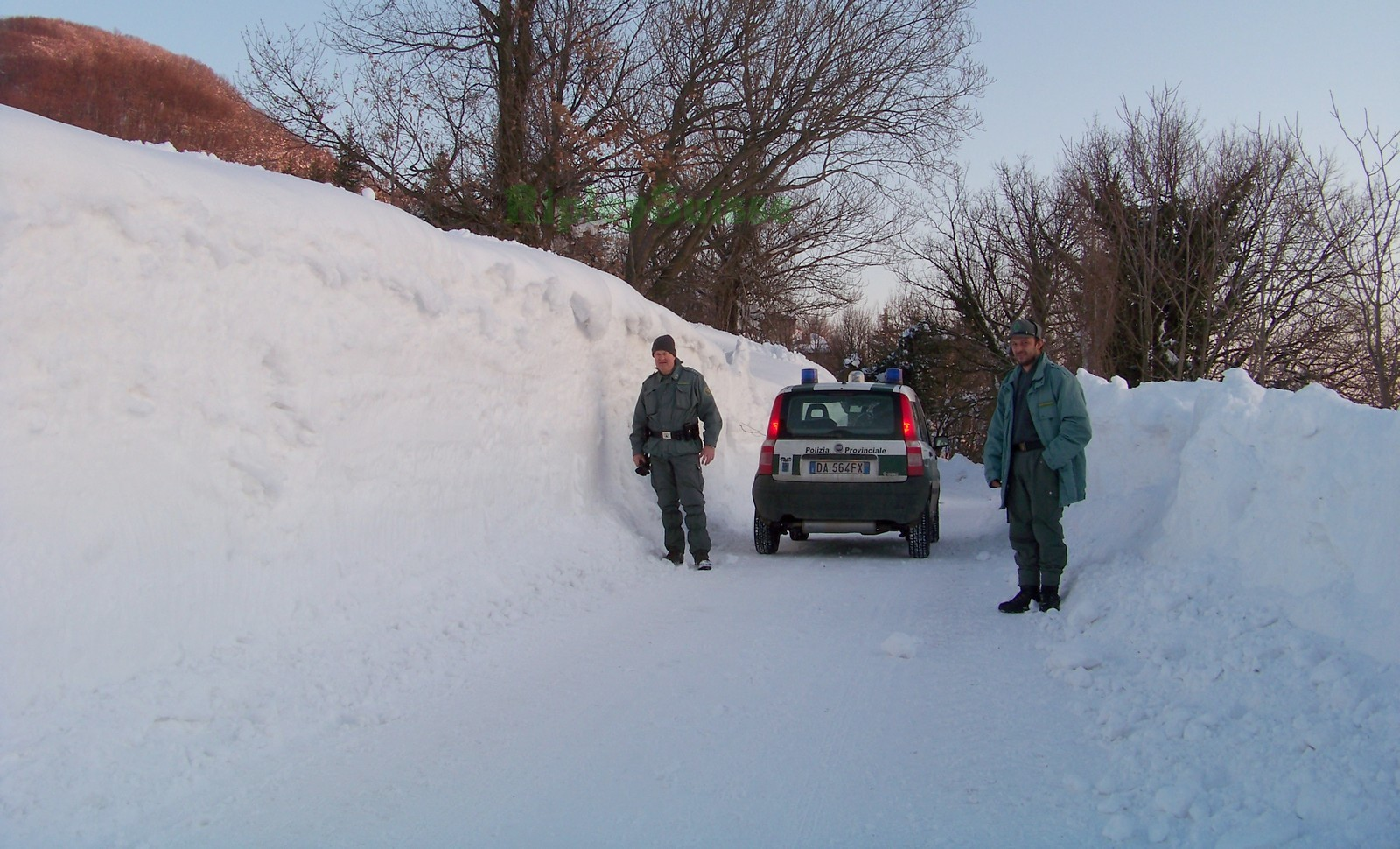
Polizia Provinciale di Bologna dopo l'eccezionale nevicata del febbraio 2012

La polizia provinciale esercita funzioni istituzionali e compiti operativi molto variegati, nell'ambito del territorio di propria competenza e nei limiti delle proprie attribuzioni. Svolge attività di polizia tributaria - limitatamente ai tributi di competenza dell'ente - e concorre alle attività di protezione civile, specie in occasione di eventi calamitosi e disastri di vario genere, su disposizione e coordinamento delle competenti prefetture e/o degli uffici competenti in materia di organizzazione di protezione civile sul territorio:
Inoltre, le funzioni prevalenti che svolge, sono le seguenti:

### Polizia giudiziaria
Ai sensi dell'art. 5 della legge 7 marzo 1986, n. 65 e art. 57 secondo comma b e terzo comma Codice procedura penale, la polizia provinciale esercita funzioni e compiti di polizia giudiziaria, volte alla repressione di tutti gli illeciti penali (reati).

### Polizia amministrativa
La polizia provinciale si occupa di prevenzione, accertamento e repressione degli illeciti amministrativi. Esercita inoltre la funzione di vigilanza e controllo sulle materie delegate all'ente da parte delle vigenti leggi nazionali e regionali. In particolare le funzioni di polizia amministrativa, sono svolte per tutte quelle attività cui è rilasciata autorizzazione o dove vi è delega da parte della regione di riferimento, ad esempio, in materia di: derivazioni di acque pubbliche, trasporti, autoscuole, agenzie pratiche auto, scuole nautiche, scarichi di acque reflue industriali, depuratori comunali e aziendali, accessi sulle strade provinciali, vigilanza strutture turistico-alberghiere e agrituristiche, attività di estrazione-cave, concessioni di competenza della provincia e della regione (se delegate) ecc..

### Pubblica sicurezza

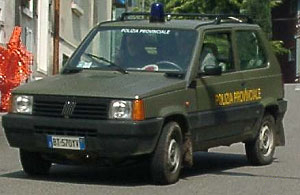
Fiat Panda 4x4 della Polizia Provinciale di Verona

I corpi di polizia provinciale possono esercitare funzioni ausiliarie di pubblica sicurezza. I servizi sono svolti in ausilio alle varie forze dell'ordine in occasione di servizi disposti e diretti dall'autorità provinciale di pubblica sicurezza. Il personale eventualmente impiegato è messo a disposizione, previa intesa tra il Prefetto - Organo di governo e il presidente dell'amministrazione. Gli operatori in possesso della qualifica sono agenti di pubblica sicurezza, come stabilito dall'art. 5 della legge 65/1986. Nell'esercizio delle funzioni ausiliarie di pubblica sicurezza, il personale della polizia provinciale è alle dipendenze funzionali della competente autorità di pubblica sicurezza e si attiene alle disposizioni da questa impartite. Il personale è impiegato nei vari servizi di pubblica sicurezza e ordine pubblico, compresa la vigilanza presso i seggi elettorali. La polizia provinciale è frequentemente chiamata a partecipare nei piani di controllo coordinato del territorio, unitamente alle altre forze di polizia, esplicando un valido servizio per il contrasto della criminalità nelle aree urbane e periferiche in molte zone del Paese.

### Polizia stradale
Il corpo svolge servizio di polizia stradale come previsto dall'art. 12, primo comma, lett. d- bis) del codice della strada - decreto legislativo 30 aprile 1992, n. 285 e successive modificazioni e integrazioni. Il servizio è espletato nell'ambito del territorio provinciale di competenza (qualunque sia la tipologia di strada, comunale, provinciale, statale etc.). Ai sensi dell'art. 11 e 12 del codice della strada, la polizia provinciale esplica il servizio di polizia stradale tramite: a) la prevenzione e l'accertamento delle violazioni in materia di circolazione stradale; b) la rilevazione degli incidenti stradali; c) la predisposizione e l'esecuzione dei servizi diretti a regolare il traffico; d) la scorta per la sicurezza della circolazione; e) la tutela e il controllo sull'uso della strada. La polizia provinciale, in qualità di organo di polizia stradale concorre, altresì, alle operazioni di soccorso automobilistico e stradale in genere.

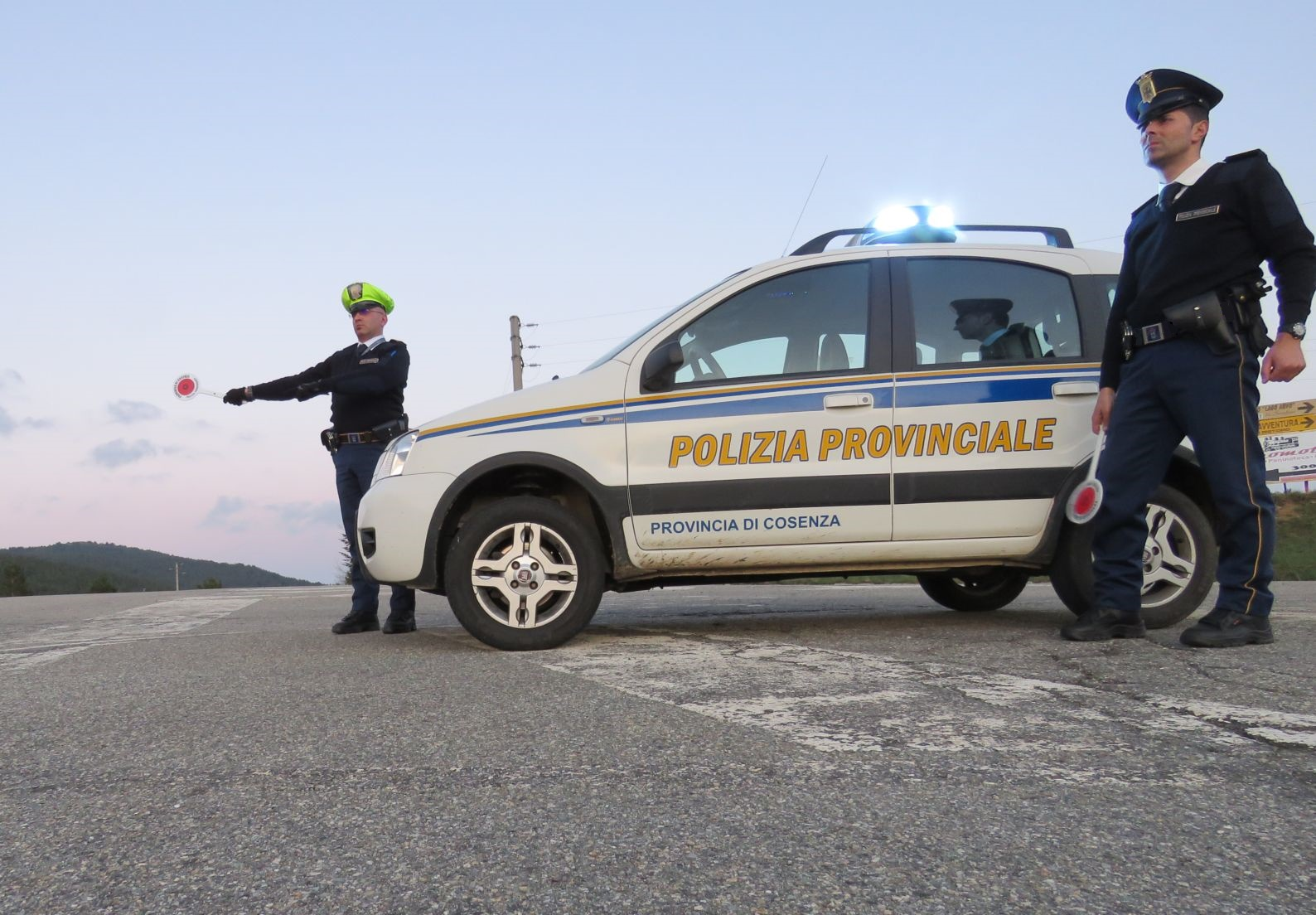
Polizia Provinciale di Cosenza

 Può, inoltre, collaborare all'effettuazione di rilevazioni per studi sul traffico.  In relazione all'infortunistica stradale, sui rilievi di incidenti stradali, la polizia provinciale svolge indagini di Polizia Giudiziaria ad essi relativi e verifiche di avvenuto sinistro nelle diverse tipologie di strade, riceve l’utenza (coinvolti - testimoni - legali ed incaricati dalle compagnie di assicurazioni) e rilascia, in conformità alle disposizioni di legge, copie degli atti, effettua statistiche e planimetrie in scala per uso interno e si rapporta, per quanto di competenza, con Motorizzazione, Prefettura ed Uffici del Giudice di Pace, come CTP (con nomina specifica) per la difesa dell'Ente Provincia. Il servizio di polizia stradale, a garanzia della sicurezza nella circolazione, è esplicato attraverso i numerosi servizi svolti mediante posti di controllo e anche tramite l'utilizzo di apposite strumentazioni sofisticate (telelaser, autovelox, alcool test, drug test, pese mobili ecc.) I nuclei della polizia provinciale che si occupano di "sicurezza stradale e codice della strada", esercitano l'attività di polizia stradale, in diversi casi anche in coordinamento con le sale operative degli altri organi di polizia, partecipando pure a protocolli operativi e coordinamenti predisposti dalle locali prefetture. Diversi e mirati servizi vengono attuati per prevenire e reprimere i comportamenti della guida in stato d'alterazione psicofisica (dovuta all'abuso di alcool e all'assunzione di sostanze stupefacenti o psicotrope), guida senza patente o perché revocata, uso o falsificazione di documenti (patenti, carte di circolazione, certificati e contrassegni di assicurazione ecc.)

### Polizia ambientale

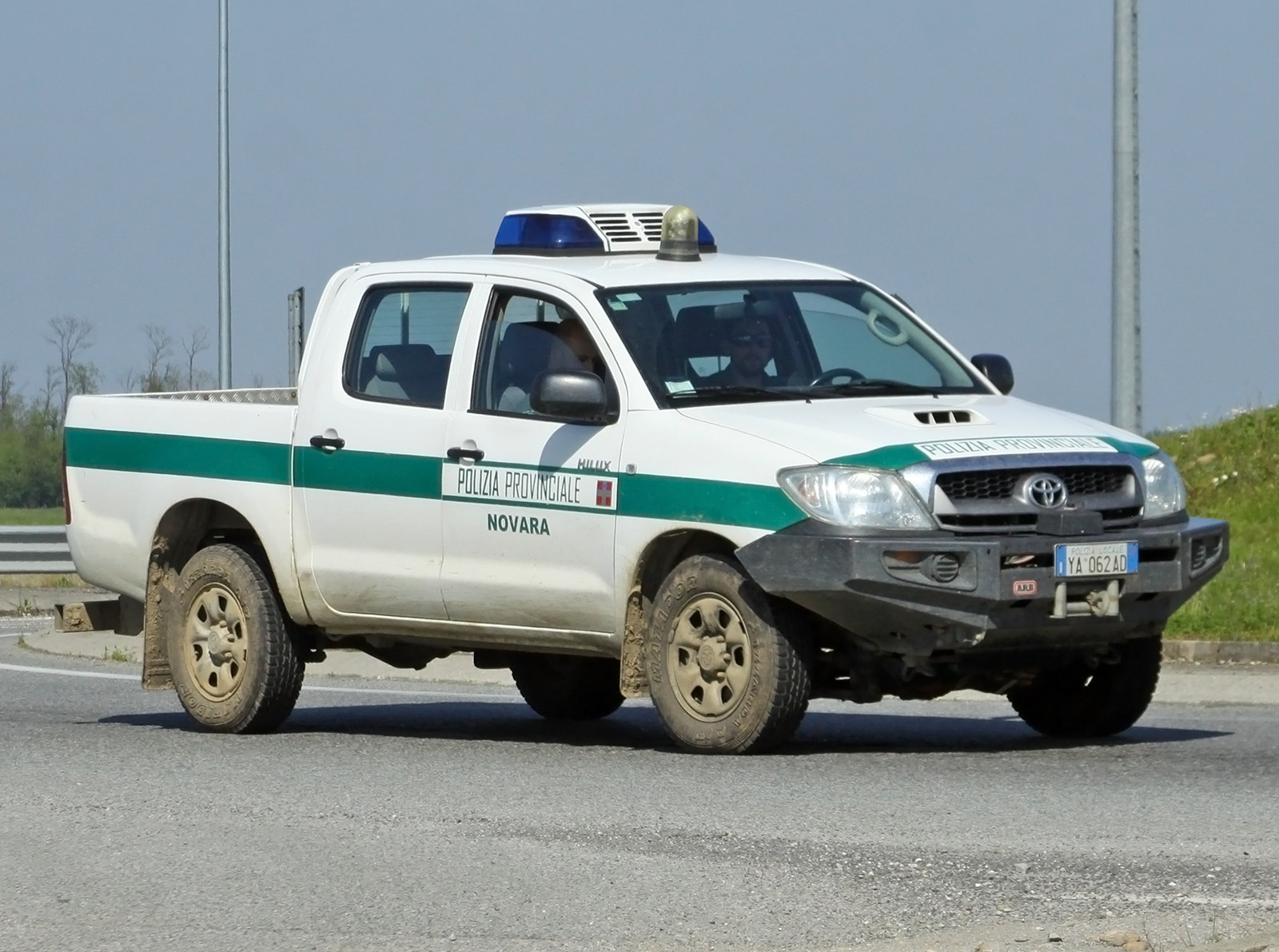
Polizia provinciale di Novara

La polizia provinciale effettua attività di polizia per la protezione dell'ambiente in genere, rispetto delle varie normative in materia ambientale e soprattutto delle disposizioni di cui al decreto legislativo 3 aprile 2006, n. 152 e successive modificazioni e integrazioni, con particolare riguardo alla prevenzione, accertamento e repressione dei fenomeni di inquinamento del suolo, delle acque e dell'aria. Tale attività di polizia ambientale, si esplica essenzialmente con la vigilanza e controllo delle attività di gestione dei rifiuti e degli scarichi di acque reflue; tutela e salvaguardia delle zone sottoposte a vincolo paesaggistico e idrogeologico; controlli nelle acque interne (fiumi e laghi) e tutela dei beni ambientali e della biodiversità; vigilanza sui parchi e riserve naturali; controllo sulla circolazione fuoristrada; protezione della flora spontanea, anche di quella minore; tutela delle risorse idriche superficiali e sotterranee. Concorre alle attività di prevenzione e repressione del fenomeno degli incendi boschivi. 
A questo macro settore di competenza, spesso, sono anche associate attività di polizia nell'ambito di funzioni delegate dalle regioni o in relazione al riconoscimento come organo di vigilanza, da parte di specifiche normative regionali di riferimento, riguardanti soprattutto i seguenti settori: a) polizia micologica per la vigilanza sulla normativa che disciplina la raccolta, coltivazione, vendita e commercializzazione dei funghi (epigei ed ipogei); b) polizia forestale finalizzata alla protezione, tutela e controllo sul vincolo idrogeologico e sul patrimonio boschivo (in alcuni ambiti territoriali anche su delega regionale); c) polizia demaniale, per la tutela del demanio pubblico in particolare di quello fluviale, lacuale e lagunare; d) polizia idraulica, per la vigilanza del regime idraulico e di tutela delle acque pubbliche in genere; e) polizia mineraria, in materia di vigilanza sulla coltivazione di cave e miniere. Per gli aspetti di competenza, sono esercitate anche attività di polizia edilizia, finalizzate alla prevenzione e repressione soprattutto degli abusi in tale ambito.

### Polizia venatoria e ittica
Ai sensi della legge 11 febbraio 1992, n. 157 e delle varie leggi regionali, la polizia provinciale riveste un ruolo di primo piano in merito all'attività di vigilanza sull'esercizio della caccia, per la prevenzione e repressione dei vari fenomeni di bracconaggio e sulla tutela della fauna selvatica, anche di quella minore. Inoltre, come organo demandato dalla legge, svolge compiti e funzioni di controllo sulla pesca nelle acque interne oltre che di prevenzione e repressione dei fenomeni di pesca di frodo (regio decreto 22 novembre 1914, n. 1486; regio decreto 8 ottobre 1931, n. 1604, altre normative e varie leggi regionali in materia). Sovrintende alle attività di recupero, ripopolamento, censimento, piani di controllo, protezione e rilievo danni per quanto concerne la fauna selvatica. Coordina la vigilanza ittico-venatoria volontaria in ambito provinciale. Nell'ambito dei processi di riforma e di riordino delle funzioni provinciali di cui alla legge 7 aprile 2014, n. 56 e alle rispettive leggi regionali, le regioni, hanno in buona parte provveduto a stipulare accordi, convenzioni o hanno adottato provvedimenti tesi ad utilizzare il personale delle polizie provinciali al fine di continuare ad espletare servizi di polizia ittico-venatoria e afferenti al controllo faunistico e al recupero della fauna selvatica in difficoltà. In altri contesti territoriali (regioni) permangono situazioni non definite, pur se, per la legge quadro 11 febbraio 1992, n.157, in particolare la vigilanza venatoria, resta comunque affidata a tutti agli agenti e ufficiali di p.g. (compresa la Polizia provinciale).

### Polizia faunistica

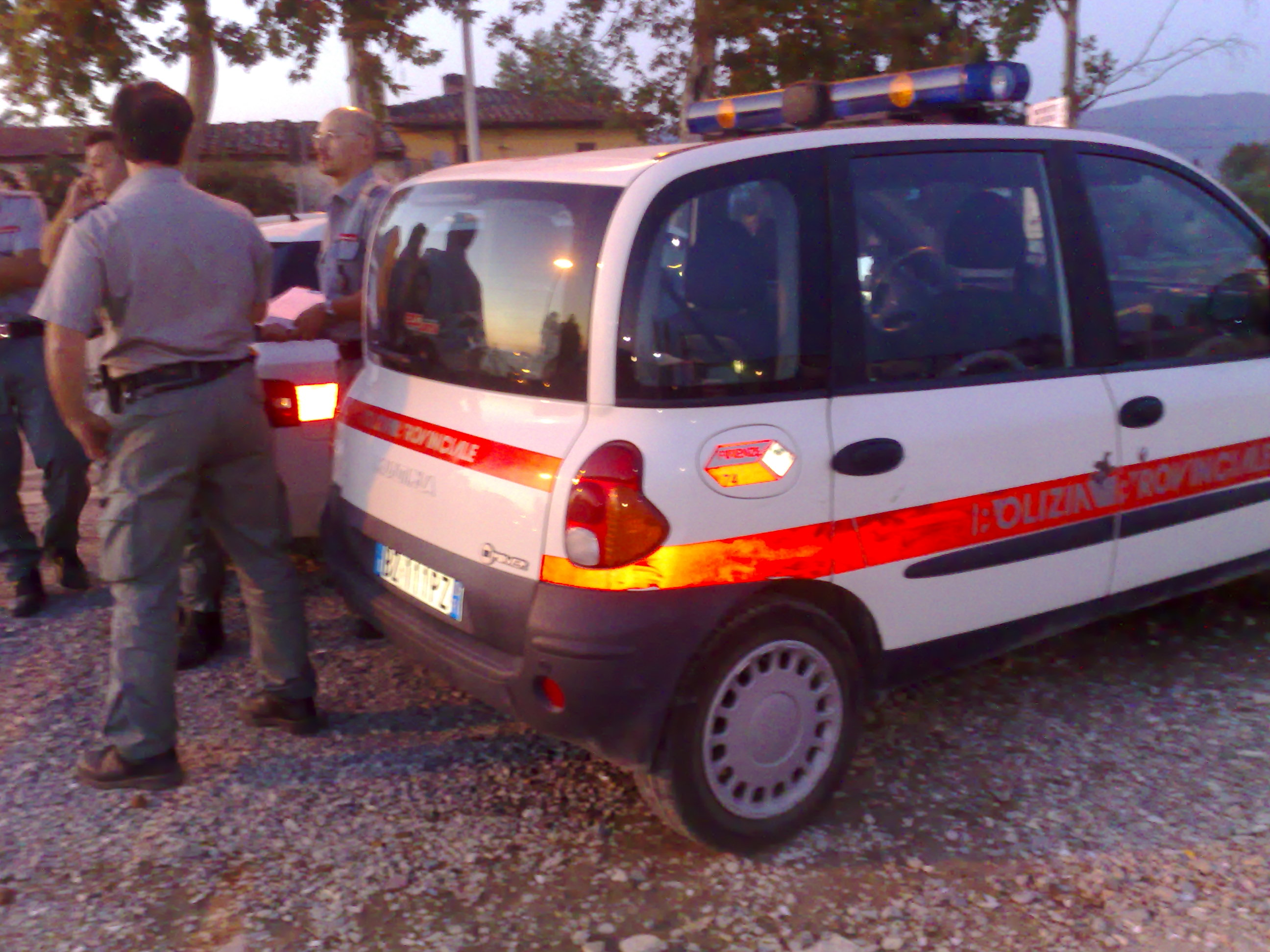
Polizia provinciale di Firenze

Il personale della polizia provinciale, nelle regioni che hanno inteso utilizzare questo personale tramite deleghe, convenzioni, avvalimenti etc. è individuato dalla normativa italiana come titolare principale delle attività di controllo delle popolazioni di fauna selvatica motivate dalla necessità di eliminare o ridurre l'impatto negativo che le stesse possono a volte esercitare su interessi economici primari sulla biodiversità e sulle condizioni sanitarie delle popolazioni umane ed animali. Tali interventi, che si estrinsecano in catture e/o abbattimenti controllati, sono assegnati dalla legge in via prioritaria alla polizia provinciale in un'ottica di salvaguardia della compatibilità con le esigenze di conservazione della fauna selvatica. Gli addetti della polizia provinciale sono spesso impiegati anche in operazioni di cattura o abbattimento, per ordine o su richiesta delle autorità, di animali problematici o pericolosi, nella maggior parte dei casi sfuggiti alla cattività, e per il recupero in condizioni malagevoli di animali in difficoltà. A tal fine è normalmente previsto personale specificamente formato e dotato di mezzi per la telesedazione. La polizia provinciale contribuisce, nei limiti delle funzioni e delle altre attività d'istituto nel recupero della fauna selvatica ferita o in difficoltà, in quanto patrimonio indisponibile dello stato, provvedendo là dove possibile, al trasferimento presso i centri specializzati al recupero e cura o al rilascio nell'ambiente, quando vi siano le condizioni.

### Polizia lacuale - fluviale, lagunare e navale

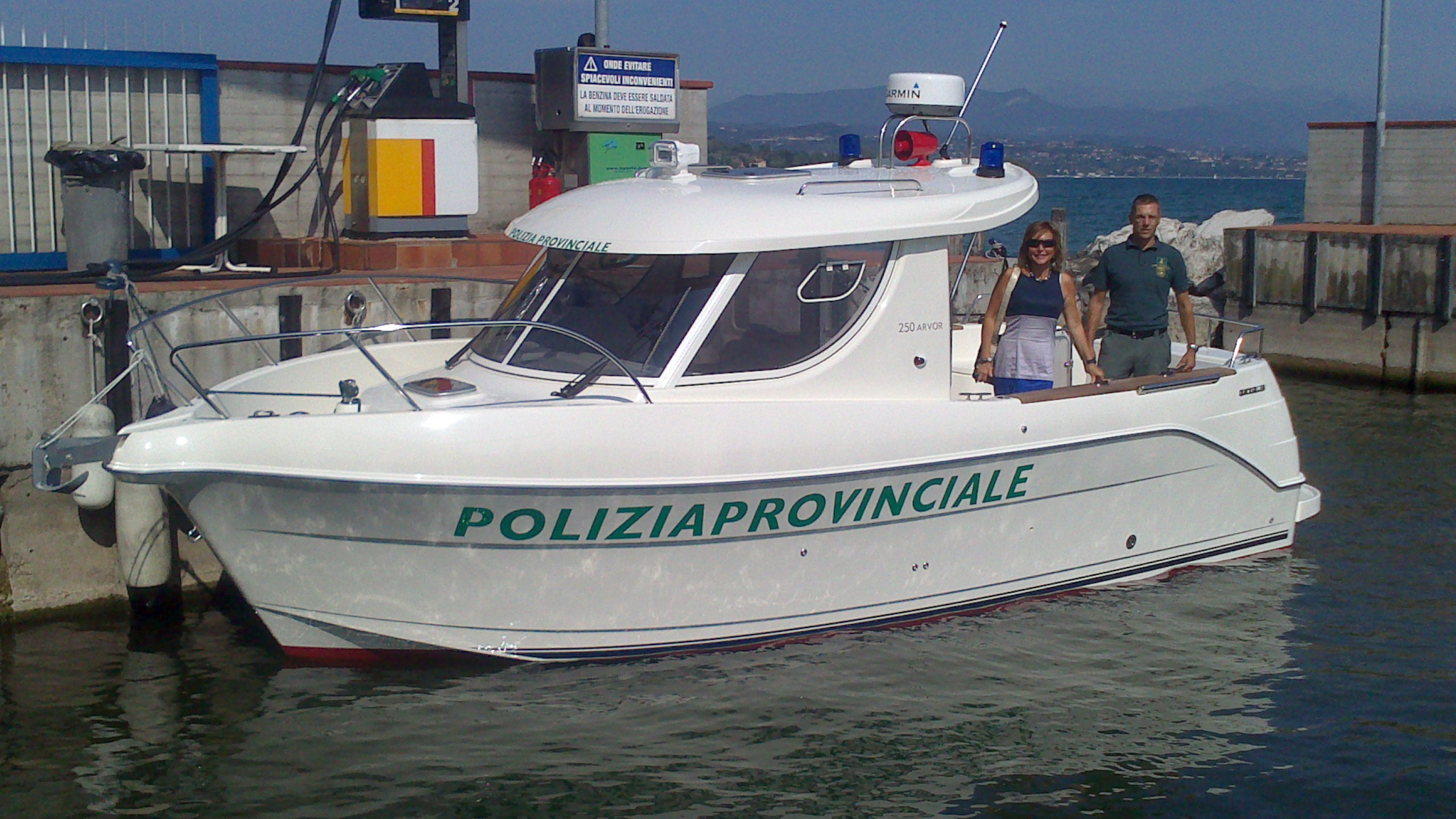
Imbarcazione della Polizia provinciale di Verona in servizio sul lago di Garda

Diversi corpi di polizia provinciale, per la conformazione geografica del loro territorio, hanno in dotazione speciali unità e mezzi che costituiscono il nucleo nautico, a esso sono demandati importanti attività di tutela e salvaguardia ambientale-ittico-venatoria, sorveglianza del demanio e vigilanza delle coste, soccorso a natanti e bagnanti in difficoltà, prevenzione e repressione violazioni in materia nautica, collaborazione con altri corpi di polizia che esplicano medesimo servizio. Questo servizio è esplicato in particolar modo nei laghi, nei fiumi e nelle lagune di molte realtà interne del Paese, e in alcuni casi, anche sulle coste marine.

### Polizia zoofila e di tutela degli animali
La polizia provinciale svolge attività finalizzate alla prevenzione, accertamento e repressione dei reati a danno degli animali e del patrimonio zootecnico, vigilando anche sul benessere degli animali durante il trasporto su strada, nonché contro il fenomeno del maltrattamento degli animali. La polizia provinciale è investita direttamente dei predetti compiti, a norma dell'art. 6, della legge 20 luglio 2004, n. 189 (Disposizioni concernenti il divieto di maltrattamento degli animali, nonché di impiego degli stessi in combattimenti clandestini o competizioni non autorizzate.) Ai sensi del decreto ministeriale 23 marzo 2007, la polizia provinciale è individuata ad assumere in via prioritaria, funzioni di prevenzione e repressione dei reati a danno degli animali, nell'ambito territoriale dell'ente di appartenenza ed in quello funzionale dei rispettivi ordinamenti ed attribuzioni.

### Tutela del patrimonio dell'ente
La polizia provinciale si occupa, in molte province, dei servizi di tutela e vigilanza del patrimonio dell'ente, in particolare strutture e beni di vario tipo. Il personale è spesso impiegato in occasione di manifestazioni pubbliche, nella scorta del gonfalone e nei servizi di rappresentanza presso la sede del consiglio provinciale, in occasione di sedute.  Svolge inoltre un ruolo di supporto logistico e operativo a favore dei vari enti e in particolare delle amministrazioni locali.

## Dati sull'attività

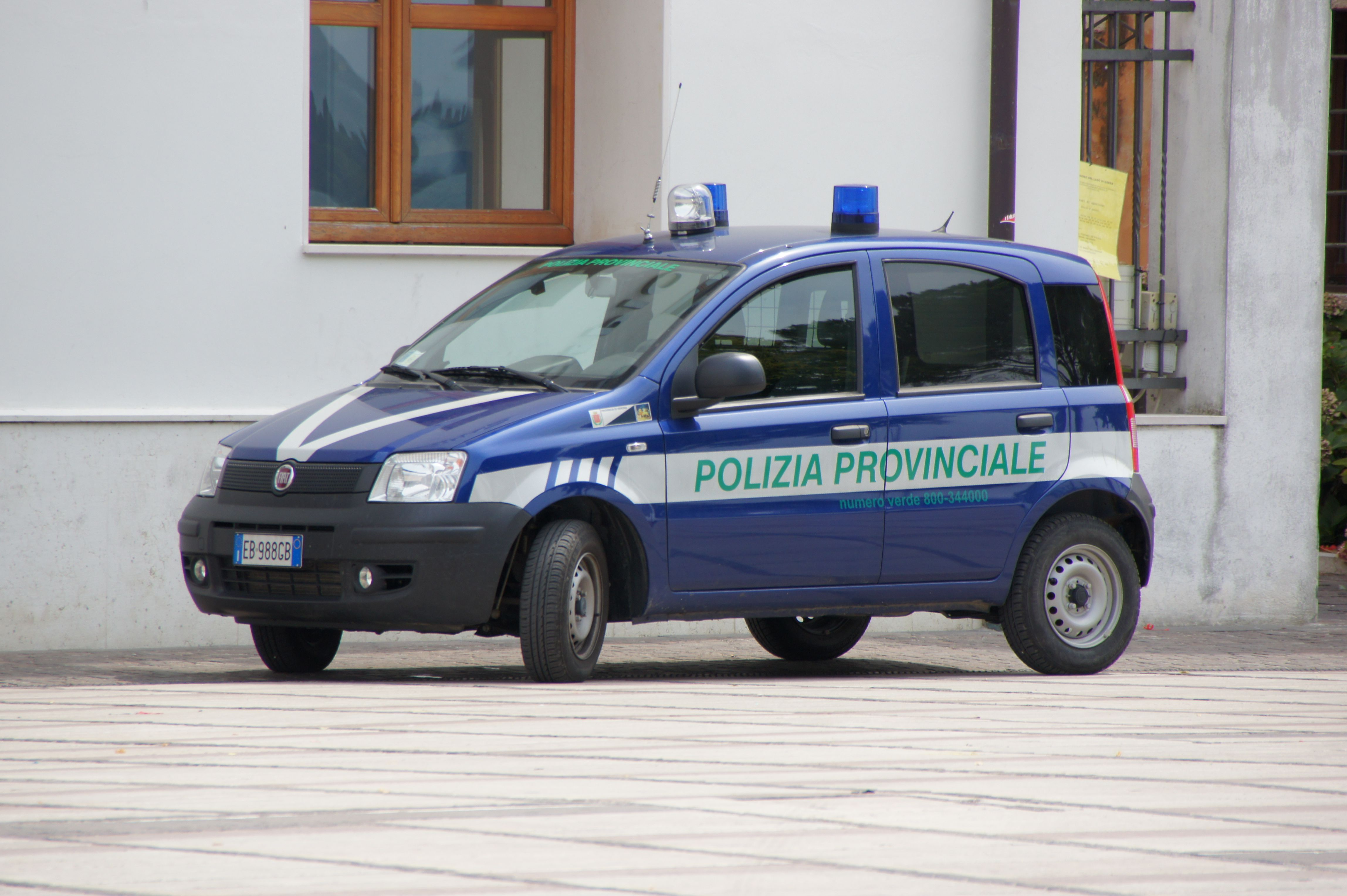
Polizia provinciale di Verona

In base ai dati SOSE relativi al 2010,  solo in materia ambientale i corpi di polizia provinciale italiani hanno contestato 27.531 sanzioni amministrative, accertato 3.440 illeciti penali, individuato 1.571 discariche abusive e coordinato l'attività di 12.330 guardie ambientali volontarie.
Secondo il rapporto Ecomafie 2014 di Legambiente nel 2013 i 30 corpi di polizia provinciale (su circa una novantina presenti) che hanno risposto al questionario hanno accertato 1.964 illeciti penali ambientali.
Ogni anno, i corpi di polizia provinciale operanti in Italia accertano innumerevoli reati, riguardanti i più disparati settori e materie, con l'esecuzione di innumerevoli notizie di reato inviate alle competenti procure della Repubblica a carico di noti (denunciati in stato di libertà o tratti in arresto) o persone in corso di identificazione.

## Recenti riforme in materia
Dopo l'emanazione della legge 7 aprile 2014, n. 56, in base all'accordo dell'11 settembre 2014, nell'ambito della conferenza unificata Stato-Regioni-Autonomie sul riordino delle funzioni degli enti di area vasta (città metropolitane e province) ha sospeso ogni provvedimento in materia di polizia provinciale, sino all'esito della riforma collegata al disegno di legge delega S. 1577 "Riorganizzazione delle amministrazioni pubbliche". Sino all'emanazione di uno o più i decreti legislativi in materia di riordino delle forze di polizia da emanarsi da parte del governo italiano su delega del Parlamento, le predette funzioni continueranno ad essere esercitate dalle province e dalle città metropolitane, istituite a partire dal 1º gennaio 2015, nel rispetto del principio di coerenza dell'ordinamento.
Il decreto legge 19 giugno 2015, n.78, modificato in sede di conversione dal Parlamento con la legge 6 agosto 2015, n. 125, all'art. 5 "misure in materia di polizia provinciale", ha tracciato il percorso anche in relazione al riordino delle funzioni, di cui alla legge 56/2014, stabilendo per i poliziotti provinciali la possibilità di essere trattenuti all'interno dei corpi di polizia provinciale, poiché ritenuti necessari per l'esercizio delle funzioni fondamentali. Parte del personale in mobilità, sulla base della domanda-offerta e dei posti disponibili pubblicati sul portale nazionale della mobilità, è destinato a essere soggetto a procedure di mobilità nella pubblica amministrazione italiana.
In Friuli-Venezia Giulia, dopo la soppressione del Corpo forestale dello Stato, a partire dal 1º giugno 2016, ai sensi della L.R. 11 marzo 2016 n. 3 le funzioni in materia di vigilanza ambientale, forestale, ittica, venatoria e in materia di caccia e pesca sono trasferite dalla Provincia alla Regione autonoma, con l'assorbimento delle unità di polizia provinciale friulane nel Corpo forestale regionale (unico caso in cui il personale della polizia provinciale è transitato in blocco in altra forza).